# Ibn Khallikân
Shams ad-Dîn Abû l-‘Abbâs Aḥmad ibn Muḥammad ibn Ibrâhîm ibn Khallikân  (1211–1282 apr. J.-C., 608–681 de  l'Hégire) était un juriste musulman arabe, qui vécut dans l'actuel Irak, en Syrie et en Égypte. Il est principalement connu pour son dictionnaire biographique, Wafayat al-aʿyan wa-anbaʾ abnaʾ az-zaman (Obituaire des hommes illustres et histoire des contemporains), qui constitue sa seule et unique œuvre et qu’il définit par ailleurs comme le travail de sa vie.

## Éléments biographiques

### Origine et formation
Né en 1211/608 à Irbil et mort en 1282/681 à Damas, Ibn Khallikan a vécu la majeure partie de sa vie dans l’empire des Mamelouks bahrites. Issu d’une grande famille arabe selon certaines sources, il fut l'un des plus brillants élèves de l'Imâm Taqîy Ud Dîn Abû 'Amr Ibn As Salâh. Il suit son enseignement à Damas, ville qu’il rejoint alors qu’il est adolescent. Il est sans aucun doute d’origine persane descendant de Yahya ben Khalid de Barmécides  (mort en 806) de noblesse persane

### Carrière
Mis à part le travail fourni pour son œuvre, Ibn Khallikan était un spécialiste du hadîth, un théologien ash'arite, un muftî shâfi'ite et un qadi (qâḍî 'l-quḍât) apprécié. Il exerça cette fonction de qadi à Damas, mais aussi au Caire. En effet, vers 1235, il se rendit en Égypte et il y fut nommé en 1249 adjoint du grand qadi d'Égypte. En 1261, après être revenu à Damas, le sultan mamelouk Baybars le nomma grand qadi de Syrie, poste qu'il occupa jusqu'en 1266. Il retourna ensuite au Caire où il reprit son activité d'enseignement. Il fut renommé grand qadi de Damas après la mort de Baybars en 1277 pour être à nouveau destitué en 1281 par le sultan Qala'ûn. Il était également un spécialiste de la langue arabe ainsi qu'un poète de renom, en témoigne le soin qu’il a apporté au style d’écriture dans son recueil biographique.

## Wafayât al-a‘yân wa-anbâ' abnâ' az-zamân

### Présentation
Le Wafayāt al-aʿyān wa-anbâ' abnâ' az-zamân, aussi appelé Wafayât al-a‘yân ou Muḫtaṣar fī l-ta’rīḫ (« Abrégé d’histoire »), se traduisant par Tombeaux de célébrités et récits des fils de leur temps, est l’unique œuvre, colossale, d’Ibn Khallikan. En effet, ce recueil est composé de 855 notices biographiques auxquelles s'ajoutent 393 brèves biographies de parents de certains personnages. C’est finalement un ouvrage de synthèse où sept siècles de l’histoire orientale et occidentale sont réunis à travers une approche biographique. Connu de l'Occident depuis la traduction de l’œuvre en anglais par le baron de Slane, les 2700 pages prouvent l’ampleur du travail d’Ibn Khallikan qui l’occupe de 1256 à 1274. Ce travail, fondamental dans la connaissance de l’histoire civile et littéraire musulmane, a d’ailleurs servi aux historiens arabes qui lui ont succédé. Dans son introduction, Ibn Khallikân exprime ce que représente ce travail, ses objectifs et sa méthode :                              

« J’ai sacrifié une part irremplaçable de ma vie – qui m’a semblé durer le temps d’un éclair – à rédiger ma grande histoire intitulée al-Wāfī. J’y ai rassemblé [les biographies] des principaux personnages [qui ont vécu] depuis l’époque du Prophète jusqu’à la mienne et je me suis exposé aux calomnies : en effet, en raison même de la nature de son contenu, je ne pus éviter que [l’ouvrage] fût trop long. Après avoir terminé le Wāfī, soucieux d’être concis et mesuré, j’ai voulu sélectionner ce que je devais retenir, préciser ou résumer. J’ai donc rédigé une histoire pour mes contemporains et ceux qui bénéficieraient des fruits de ma recherche. J’y ai inclus [les biographies] de ceux qui ont traversé mon existence, ceux de mon pays, ceux qui ont vécu à mon époque mais que je n’ai pas connus, et ceux dont j’ai recueilli des informations venues de transmetteurs dignes de confiance […] C’est un recueil que j’ai fait pour moi-même et pour personne d’autre, c’est mon trésor personnel. »

### Méthode
Il couvre six siècles d'histoire, et l'ensemble du dâr al-islâm, sans privilégier aucune région, et les articles sont rangés par ordre alphabétique strict des ism. Il ne traite, ni des compagnons du prophète, ni des califes. Ceci constitue une véritable rupture méthodologique vis-à-vis des recueils biographiques antérieurs. Par ailleurs, dans l’introduction de son ouvrage citée plus haut, il revendique faire œuvre d'historien, notamment en insistant sur la qualité de ses sources. Il cherche à montrer que les faits relatés sont authentiques et, en cela, apparaît un point commun avec la méthode historique contemporaine. Il y décrit aussi les difficultés qu’il a eu à surmonter pour réunir la multitude de documents ayant servi à rédiger l’ouvrage. Par ailleurs, on repère dans cette œuvre un effort d’Ibn Khallikân pour soigner son style, notamment en évitant d’alourdir son texte par une accumulation de noms. Par exemple, il omet volontairement de citer les chaînes de transmission du savoir et dans son ouvrage n’apparaît pas la mention des maîtres et des élèves.
Ibn Khallikân, dans sa préface, insiste sur cette dimension de son œuvre qui la rapproche de la tradition de l'adab : « J’ai retenu les particularités qui mettent le mieux en valeur les personnages que je cite leurs nobles actions, des anecdotes, des vers ou des extraits de correspondances, afin que l’on prenne plaisir à lire mon ouvrage et qu’on ne soit pas lassé par un style monotone. En effet, on aime à poursuivre la lecture d’un ouvrage s’il est attrayant. » L’autre caractéristique importante de cette œuvre se situe dans la volonté de l’auteur de montrer la civilisation islamique dans toute sa splendeur. 

### Portée
Ibn Khallikân était un savant reconnu, y compris par ses contemporains. Son ouvrage est devenu un grand classique de l'érudition dans le monde arabo-musulman. Des auteurs de siècles postérieurs en ont fait plusieurs résumés, suppléments, ou suites (notamment le Fawât al-Wafayât, « Omissions du Wafayât », d'ibn Shâkir al-Kutubî et le al-Wāfī bi-l-Wafayāt de Khalīl b. Aybak Al-Safadi (en)). Son œuvre a également été complétée par d’autres savants comme Zarkašī (XIVe siècle) ou Ibn Šadqam (XVIIe siècle). Ce recueil, après sa traduction par le baron de Slane, devient célèbre jusqu’en Occident. Sa portée est large, dans les travaux scientifiques puisqu’il continue à être étudié ; mais aussi dans l’imaginaire puisqu’il est à l’origine de nombreuses fictions ou romans dans de nombreuses langues. Les mots du titre eux-mêmes ont influencé d’autres savants dans le titre de leurs propres ouvrages.

## Éditions et traduction
- Ibn Khallikan, Kitāb wafayāt al-aʿyān. [Biographical dictionary], éd. et trad. anglaise par William Mac Guckin de Slane, Paris, 1842-1871 (1 vol. d'éd. et 4 vol. de trad. ; partiellement en ligne google, archive.org).
- Iḥsân ‘Abbâs, ‘Izz al-Dîn Aḥmad Mûsâ et Wadad al-Qâḍî (éds.), Beyrouth, Dâr al-Thaqâfah, 1966-68, 8 vol.